# Хаят Бумедьєн
Хаят Бумедьєн (фр. Hayat Boumeddiene, 26 червня 1988) — французька «наречена джихаду», що приєдналася до Ісламської Держави, можлива спільниця виконавців терактів у Парижі. Подружжя Амеді Кулібалі, який у січні 2015 року влаштував захоплення магазину кошерних продуктів і вбив чотирьох євреїв. Після здійснення терактів утекла на територію Ісламської Держави. Французькі спецслужби припускають, що вона з'явилася в масці на одному з відео ІД, яке вийшло в лютому 2015 року. Можливо, загинула в березні 2019 року під час авіаудару, нанесеного по розташованому в сирійському місті Багуз «французькому дому» — будівлі, що отримала свою назву через те, що там проживали французькі джихадисти.

## Життєпис
Народилася в паризькому кварталі Вільє-сюр-Марн у сім'ї вихідців з Алжиру. Її колишня однокласниця характеризувала Хаят як звичайну дівчину «тиху і милу», «дуже спокійну».
Познайомилася і жила з Амеді Кулібалі у Фонтене-о-Роз, південно-західному передмісті Парижа. 2009 року вони оформили шлюб за законами шаріату, після цього Хаят стала носити мусульманський одяг і ходити з Кораном. З чоловіком вони їздили в Канталь, де жили у радикального мусульманина Джалеля Бегаля. Там вона вчилася стріляти з арбалета.
Працювала касиркою в магазині, була звільнена після відмови знімати нікаб (мусульманський головний убір, який повністю приховує обличчя). Вона скаржилася подрузі, що жінок у нікабі іноді ображають, і говорила: «Франція — нікчемна країна».

7 січня 2015 року брати Саїд і Шериф Куаші напали на редакцію «Шарлі Ебдо», а 9 січня Амеді Кулібалі захопив кошерний супермаркет і зажадав від поліції розблокувати будівлю, де ховалися брати Куаші. Під час захоплення магазину він убив чотирьох заручників-євреїв, увечері французький спецназ почав штурм і застрелив Кулібалі. Саму Бумедьєн підозрюють у вбивстві 8 січня співробітниці поліції Кларисси Жан-Філіп у паризькому передмісті Монруж. Однак турецька влада заявила, що за кілька днів до паризьких терактів Бумедьєн прибула до Туреччини, а потім попрямувала до Сирії.
У лютому 2015 року ІД випустила відео, на якому її бійці, що говорять французькою, погрожують Франції новими терактами. Відео, можливо, знято в сирійській провінції Дайр-ез-Заур. Французька влада припустила, що жінка на відео в масці, камуфляжі і зі зброєю в руках ц е Хаят Бумедьєн.
Також у лютому 2015 року вийшло її інтерв'ю у франкомовному журналі ІД «Дар аль-Іслам», хоча її фотографії та імені не було наведено. Її представили як дружину Абу Басіра Абдуллаха аль-Іфрікі (військове ім'я Амеді Кулібалі). Вона сказала про свого чоловіка, що «його серце палало бажанням приєднатися до своїх братів і боротися з ворогами Аллаха на землі халіфату».
У вересні 2016 року поліція Франції заарештувала групу жінок, які готували теракти, зокрема, вибух біля Собору Паризької Богоматері. Вони підтримували зв'язок з Бумедьєн і мали стосунок до Ісламської держави.